# Numa Peterson
Numa Wilhelm Peterson, född 25 maj 1837 i Kristinehamn, död 30 maj 1902 i Wiesbaden, Tyskland, var apotekare och affärsman. Han räknas som svenska filmens första storentreprenör. Hans bolag Numa Petersons Handels- och Fabriks-AB dominerade den svenska marknaden för filmproduktion och filmtillbehör från 1890-talet och en bit in på 1900-talet. Firman stod bakom de första svenska filmproduktionerna och inrättade Stockholms första biograf på Allmänna konst- och industriutställningen 1897.

## Biografi

### Sveriges första fotoaffär

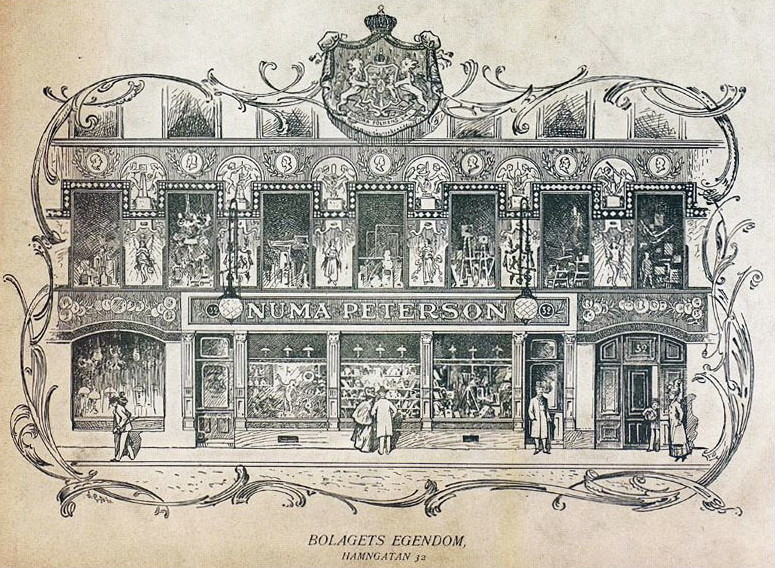
Numa Petersons affär, Hamngatan 32.

Numa Peterson var apotekare först i Vadstena och senare i Stockholm. Som sådan hade han redan tidigt salufört kemiska, farmaceutiska och fotografiska artiklar. År 1874 lämnade han apotekaryrket och breddade sin verksamhet med bland annat fotografiska artiklar och teknisk avancerade leksaker. Till produktutbudet av den teknisk intresserade Peterson hörde även kemiska och fysikaliska apparater samt sjukvårdsartiklar. Företaget sålde bland annat vattenkolfilterapparater, som enligt annons gav det bästa skyddet mot kolera, tyfoidfeber och difteri. Kunderna var privatpersoner, bryggerier och mineralvattenfabriker. 
Även på helt andra områden var Peterson innovativ gällande försäljning av nya tekniska produkter. Hit hör bland annat Bells telefoner som salufördes redan 1877 i Petersons affär. Det var ett år efter att Alexander Graham Bell lanserade sin uppfinning. Petersons stora butik hade han på tre våningsplan med adress Hamngatan 32 i Stockholm. År 1883 blev hans företag kunglig hovleverantör. I Sveriges handelskalender 1875-1876 upptogs Numa Petersons affär endast under kategorin ”fotografartiklar” och enligt facktidningen Fotografisk Tidskrift räknas som Sveriges första fotoaffär. År 1894 ombildades firman till Numa Petersons Handels- och Fabriks-AB. Det som skulle göra Numa Peterson ihågkommen för eftervärlden var intresset för fotografi och film och platsen i den svenska filmhistorien.

### Numa Petersons filmproduktion
Företaget hade egen tillverkning av fotoapparater. Bland annat konstruerades här en specialkamera för Nils Strindberg i samband med Andrées polarexpedition 1897. Kameran kunde kopiera in datum och tidpunkt samt väderstreck på filmen.

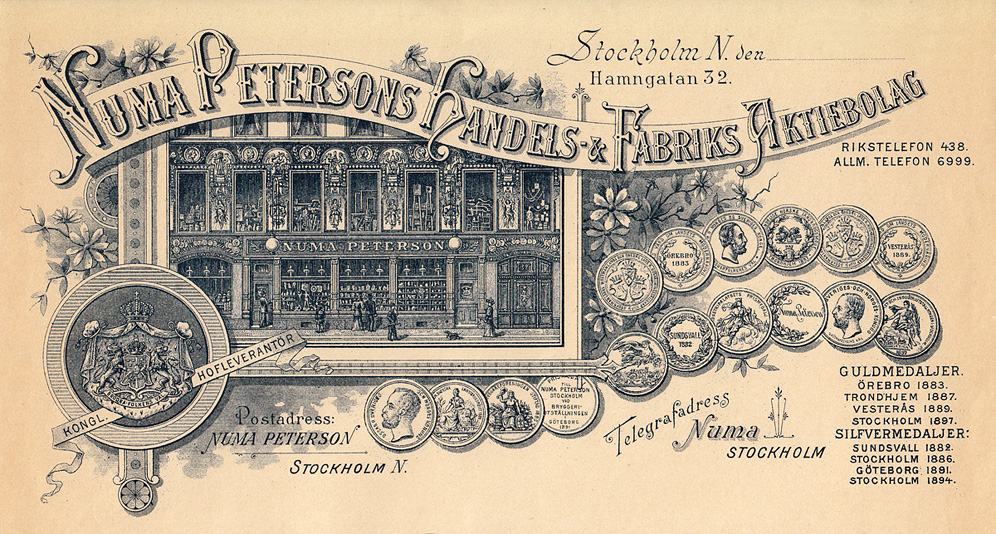
Firmans brevhuvudet.

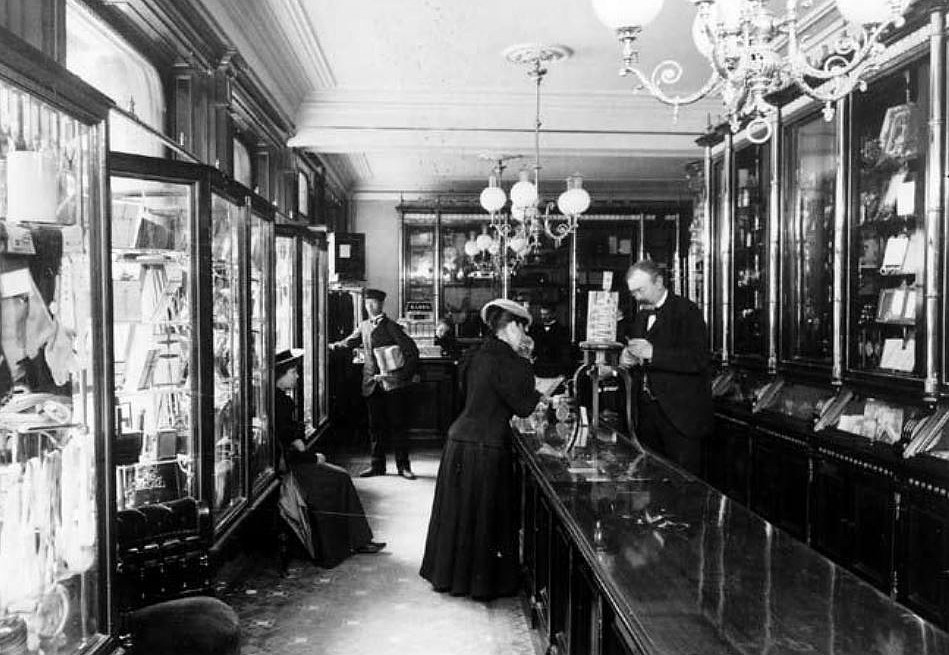
Numa Petersons affär omkring 1900.

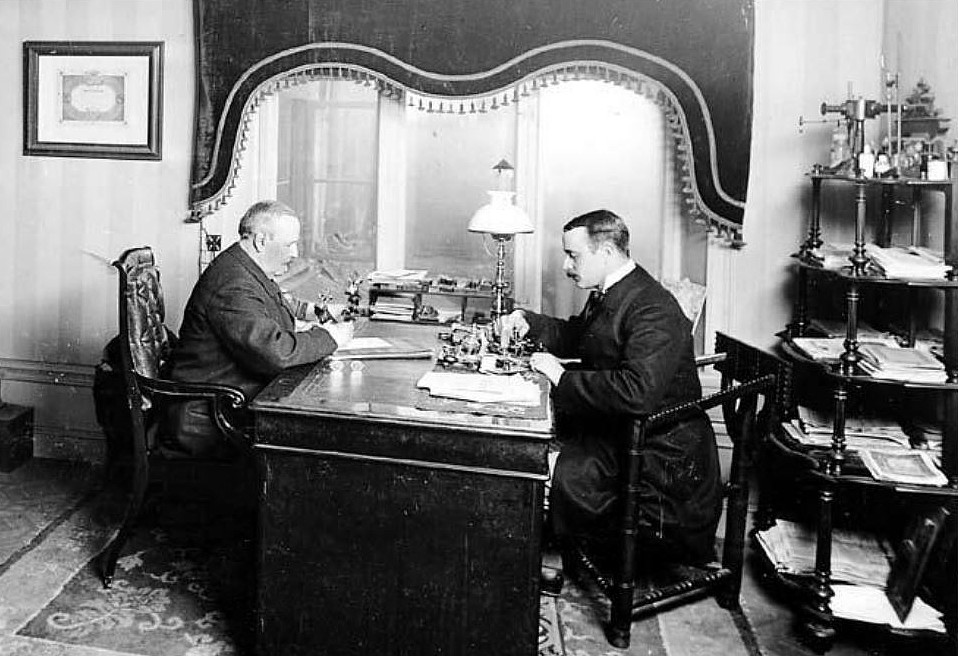
Numa Peterson (t.v.) och sonen Mortimer.

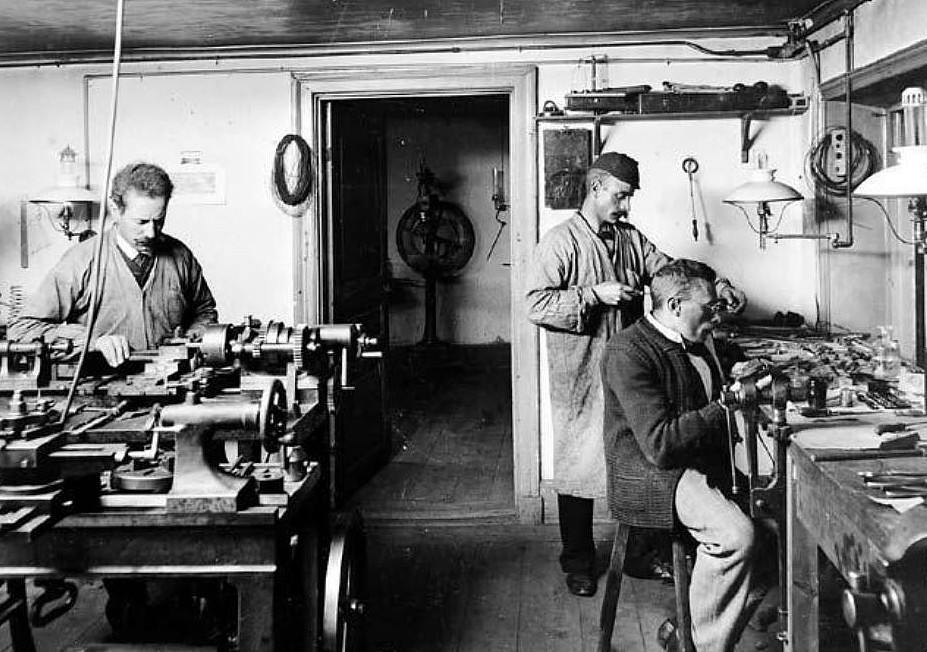
Företagets verkstad.

Peterson fick ensamrätt att sälja bröderna Lumières kinematograf och att visa deras filmer i Sverige. På Allmänna konst- och industriutställningen i Stockholm 1897 slog Petersons företag den 18 maj upp dörrarna för Lumières Kinematograf i Gamla Stockholm, som var inrymd i miniaturstaden Gamla Stockholm och som räknas som Stockholms första biograf. Visningsapparaturen, själva kinematografen, tillhandahölls av Numa Petersons Handels och Fabriks- AB, där även det aktuella filmmaterialet framkallades.
Med på de första filmvisningarna var den franske filmfotografen Alexandre Promio, som för Lumières räkning reste världen runt för att presentera och marknadsföra det nya mediet. Under sin visit i Sverige spelade han in 14 titlar som så småningom hamnade i Lumières katalog. Vid sin sida hade han Sveriges första filmfotograf Ernest Florman som hade fått sin utbildning av just Promio. På programmet stod huvudsakligen filmer ur Lumières produktion, som Trädgårdsmästarens hämnd (originaltitel L’arroseur arrosé) från 1895 och en rad nyinspelade filmsnuttar från utställningen, bland dem:
- Konungens af Siam landstigning vid Logårdstrappan av Ernest Florman.
- Byrakstugan av Ernest Florman.
- Akrobat med otur av Ernest Florman.
- H. M. Konungens ankomst till utställningen av  Alexandre Promio
- Slagsmål i Gamla Stockholm av Alexandre Promio

För Ernest Flormans filmer svarade Petersons bolag för produktion och distribution. Filmerna kunde även köpas i Petersons affär. Så kostade exempelvis den 15 meter långa filmsnutten ’’Konungens af Siam landstigning vid Logårdstrappan’’ 50 kronor som framgår i 1901 års ”Priskurant å scioptikon och kinematografer från Numa Petersons Handels & Fabriks-Aktiebolag”. En betydande summa för en kortfilm som bara är en knapp minut lång (50 kr år 1901 motsvarar 3 593 kr i 2024 års penningvärde).
Stockholms första biosalong existerade lika länge som Stockholmsutställningen alltså från den 15 maj 1897 till den 3 oktober 1897. En månad efter stängningen flyttades visningsutrustningen till en ny biograflokal med 63 sittplatser som öppnades av Numa Petersons son Mortimer Peterson (1867–1920). Den kallades Lumières Kinematograf och låg på Kungsträdgårdsgatan. Efter ett knappt år fick biografen stänga eftersom nya filmer saknades.

### Företaget efter Numa Petersons död
Den inhemska filmproduktionen sköttes av sonen Mortimer, medan fadern ledde företagets verksamhet i stort. År 1902 avled Numa Peterson på en hälsoresa i Wiesbaden, därefter övertog sonen rörelsen. År 1903 hade firman 20 biträden och 17 arbetare anställda och 1909 flyttade man till större lokaler på Drottninggatan 47. Här fanns även fotoateljéer, flera mörkrum och laboratorier.
Sommaren 1911 försattes Numa Petersons handels- och fabriksbolag i konkurs, men återuppstod i november samma år under namnet Aktiebolaget Numa. Affären vid Drottninggatan kunde öppnas igen men med mindre utbud av varor. Efter 1917 ändrades namnet igen, nu till AB Nya Numa med adress på Götgatan.